# Liste der Bodendenkmale in Oderaue
In der Liste der Bodendenkmale in Oderaue sind alle Bodendenkmale der brandenburgischen Gemeinde Oderaue und ihrer Ortsteile aufgelistet. Grundlage ist die Veröffentlichung der Landesdenkmalliste mit dem Stand vom 31. Dezember 2020.
Die Baudenkmale sind in der Liste der Baudenkmale in Oderaue aufgeführt.

## Bodendenkmale
| Gemarkung                    | Flur    | Kurzansprache | Bodendenkmalnummer | Bemerkung                                                    | Bild |
| ---------------------------- | ------- | --- | ------------------ | ------------------------------------------------------------ | ---- |
| Altreetz (Lage)              | 1       | Siedlung Bronzezeit | 60014              |                                                              |      |
| Altreetz (Lage)              | 1       | Dorfkern deutsches Mittelalter, Dorfkern Neuzeit, Gräberfeld Bronzezeit, Siedlung slawisches Mittelalter                     | 60015              |                                                              |      |
| Altreetz (Lage)              | 1       | Burgwall Ur- und Frühgeschichte                                                                                              | 60016              |                                                              |      |
| Altwustrow (Lage)            | 1       | Gräberfeld Eisenzeit | 60029              |                                                              |      |
| Altwustrow (Lage)            | 1       | Dorfkern deutsches Mittelalter, Dorfkern Neuzeit                                                                             | 60030              |                                                              |      |
| Altmädewitz (Lage)           | 1       | Siedlung Bronzezeit, Siedlung Eisenzeit, Dorfkern deutsches Mittelalter, Dorfkern Neuzeit, Einzelfund slawisches Mittelalter | 60002              |                                                              |      |
| Hohenwutzen, Neuranft (Lage) | 6, 3    | Siedlung Urgeschichte | 60915              | siehe auch Liste der Bodendenkmale in Bad Freienwalde (Oder) |      |
| Neureetz (Lage)              | 3       | Siedlung Neolithikum | 60124              |                                                              |      |
| Neureetz (Lage)              | 2, 3    | Dorfkern Neuzeit | 60125              |                                                              |      |
| Altreetz, Neureetz (Lage)    | 1, 1, 2 | Dorfkern Neuzeit, Siedlung Ur- und Frühgeschichte                                                                            | 60126              |                                                              |      |